# Mont Chinishibetsu
Le mont Chinishibetsu (知西別岳, Chinishibetsu-dake) est un stratovolcan culminant à 1 317 m d'altitude dans la péninsule de Shiretoko en Hokkaidō au nord-est du Japon.